# Fred Hopkins
Fred Hopkins, né le 11 octobre 1947 à Chicago et mort le 7 janvier 1999 dans la même ville, est un contrebassiste américain qui a joué un rôle majeur dans le développement du mouvement du jazz avant-garde. Il est surtout connu pour son association avec le trio Air avec Henry Threadgill et Steve McCall, et pour ses nombreuses performances et enregistrements avec des musiciens de jazz majeurs tels que Muhal Richard Abrams, Arthur Blythe, Oliver Lake et David Murray. Il est membre de l'AACM, et un participant fréquent à la scène loft jazz des années 1970. Il a également co-dirigé plusieurs albums avec la compositrice et violoncelliste Diedre Murray. Gary Giddins écrit que le jeu de Hopkins "fusionnait une puissance audacieuse avec des réflexes mercuriens". Howard Reich, écrivant dans le Chicago Tribune, déclare que "beaucoup de connaisseurs considéraient [Hopkins] comme le contrebassiste le plus accompli de sa génération" et l'a loué pour "la technique extraordinairement fluide, le ton somptueux et les méthodes innovantes qu'il apportait à son instrument".

## Biographie et carrière
Hopkins naît à Chicago, Illinois, États-Unis et grandit dans une famille musicale, écoutant une grande variété de musique dès son plus jeune âge. Il a fréquenté le DuSable High School, où il a étudié la musique sous "Capitaine" Walter Dyett, qui est devenu bien connu pour son mentorat et sa formation musicale. Il a été initialement inspiré à apprendre le violoncelle après avoir vu une performance de Pablo Casals à la télévision, mais Dyett lui a dit qu’en raison de l'absence de violoncelles à l'école, il devrait jouer de la contrebasse. Après avoir obtenu son diplôme d'études secondaires, il a travaillé dans un magasin d'alimentation, mais a été encouragé par Dyett et d'autres amis à se consacrer plus sérieusement à la musique. Il a rapidement commencé à jouer avec la Civic Orchestra of Chicago, où il a été le premier récipiendaire de la Charles Clark Memorial Scholarship, et à étudier avec Joseph Gustafeste, contrebassiste principal de la Chicago Symphony Orchestra à l'époque tout en jouant aussi dans des duos de piano.
Au milieu des années 1960, Hopkins assiste à un concert de membres de l'AACM à Hyde Park et a été intrigué. Il a commencé à jouer avec Kalaparusha Maurice McIntyre, avec qui il fera son premier enregistrement en 1970 (Forces and Feelings), et est devenu de plus en plus sérieux au sujet de l'improvisation en jouant avec le Muhal Richard Abrams's Experimental Band et d'autres groupes associés. Hopkins a déclaré qu'une inspiration majeure à l'époque était d'avoir entendu Coltrane's Sound de John Coltrane : "cela a vraiment changé toute ma vision de la musique. J'ai su à ce moment-là que je pouvais faire tout ce que je voulais faire... Et à partir de ce moment-là, je me suis de plus en plus impliqué, et j'ai commencé à rencontrer de plus en plus de gens au fil des années".
Au début des années 1970, il forme un trio appelé Reflection avec le saxophoniste Henry Threadgill et le batteur Steve McCall. En 1975, il quitte, comme beaucoup d'autres musiciens de jazz libre de Chicago, et déménage à New York où il se réunit rapidement avec Threadgill et McCall, qui déménagent également là-bas à peu près au même moment. Ils renomment leur trio Air, et partirent en tournée et enregistrent de manière extensive. Il rejoint également l'AACM, s'immergeant dans la scène loft jazz de New York et, au fil des décennies suivantes, gagna de plus en plus de reconnaissance, se produisant avec Roy Haynes et enregistrant et jouant avec des artistes tels que Muhal Richard Abrams, Hamiet Bluiett, Anthony Braxton, Marion Brown, Arthur Blythe, Oliver Lake, David Murray, Diedre Murray, et Don Pullen, ainsi qu'avec divers groupes dirigés par Threadgill.
En 1997, il retourne à Chicago déclarant qu'il "en avait marre du stress" de vivre à New York, et retrouvant "dix frères et sœurs et 35 nièces et neveux". Il continue de se produire, tourner et enregistrer avec une grande variété de musiciens. Il meurt en 1999 à l'âge de 51 ans des suites d'une maladie cardiaque à l'hôpital de l'université de Chicago.

## Discographie

### En tant que co-leader avec Diedre Murray
- Firestorm (Les Disques Victo, 1992)[14]
- Stringology (Black Saint, 1994)[15]
- Prophecy (About Time, 1998)[16]

Avec Air
- Air Song (Why Not, 1975)[17]
- Live Air (Black Saint, 1976)[18]
- Air Raid (Why Not, 1976)[19]
- Air Time (Nessa, 1977)[20]
- Open Air Suit (Arista Novus, 1978)[21]
- Montreux Suisse (Arista Novus, 1978)[22]
- Air Lore (Arista Novus, 1979)[23]
- Air Mail (Black Saint, 1980)[24]
- 80° Below '82 (Antilles, 1982)[25]
- Live at Montreal International Jazz Festival (en tant que New Air; Black Saint, 1983)[26]
- Air Show No. 1 (en tant que New Air avec Cassandra Wilson; Black Saint, 1986)[27]

### En tant que sideman
Avec Ahmed Abdullah
- Ahmed Abdullah and the Solomonic Quintet (Silkheart, 1988)[28]

Avec Muhal Richard Abrams
- Colors in Thirty-Third (Soul Note, 1987)[29]
- The Hearinga Suite (Soul Note, 1989)[30]

Avec Hamiet Bluiett
- Resolution (Black Saint, 1977)[31]
- Ebu (Soul Note, 1984)[32]
- The Clarinet Family (Black Saint, 1987)[33]
- ...If You Have to Ask... You Don't Need to Know (Tutu Records, 1991)[34]
- Im/possible To Keep (India Navigation, 1996)[35]

Avec Arthur Blythe
- In the Tradition (Columbia, 1979)[36]
- Illusions (Columbia, 1980)[37]
- Blythe Spirit (Columbia, 1981)